# João Gabriel Schlittler
João Gabriel Schlittler (Río de Janeiro, 10 de febrero de 1985) es un deportista brasileño que compitió en judo.
Ganó una medalla de bronce en el Campeonato Mundial de Judo de 2007, y una medalla de plata en el Campeonato Panamericano de Judo de 2009. En los Juegos Panamericanos de 2007 consiguió una medalla de plata.

## Palmarés internacional
| Campeonato Mundial      | Campeonato Mundial       | Campeonato Mundial | Campeonato Mundial |
| Año                     | Lugar                    | Medalla            | Categoría          |
| ----------------------- | ------------------------ | ------------------ | ------------------ |
| 2007                    | Río de Janeiro (Brasil)  | Medalla de bronce  | +100 kg            |
| Juegos Panamericanos    |                          |                    |                    |
| Año                     | Lugar                    | Medalla            | Categoría          |
| 2007                    | Río de Janeiro (Brasil)  | Medalla de plata   | +100 kg            |
| Campeonato Panamericano |                          |                    |                    |
| Año                     | Lugar                    | Medalla            | Categoría          |
| 2009                    | Buenos Aires (Argentina) | Medalla de plata   | +100 kg            |